# Atlassian
Atlassian Corporation (/ətˈlæsiən/) és una empresa de programari australià-americana que desenvolupa productes per a desenvolupadors de programari i gestors de projectes entre altres grups. La companyia té el seu domicili a Delaware, amb seu global a Sydney, Austràlia, i la seu dels Estats Units a San Francisco.
El nom, Atlassian, és un derivat ad hoc d'Atles, el Tità de la mitologia grega que els déus havien condemnat a mantenir el cel després que els déus els enderroquessin. (La forma habitual de la paraula és Atlante). El logotip de l'empresa ho va reflectir des del 2011 fins al 2017 amb el seu estilitzat humà blau sostenint el que es mostra com la part inferior de l'esfera del cel.
En el quart trimestre fiscal del 2022, Atlassian va informar que va donar servei a 242.623 clients en més de 190 països, amb 10 milions d'usuaris actius mensuals. Al març de 2024, la companyia tenia més de 10.000 empleats a 13 països.

## Història
El 2001, Mike Cannon-Brookes va enviar un correu electrònic als seus companys de classe de la Universitat de Nova Gal·les del Sud preguntant-li si algun d'ells estava interessat a ajudar-lo a posar en marxa una startup tecnològica després de graduar-se. No obstant això, Scott Farquhar va ser l'únic que va respondre, i junts van fundar Atlassian el 2002. Van iniciar l'empresa durant diversos anys, finançant la posada en marxa amb un deute de targeta de crèdit de 10.000 dòlars.
Originalment, Mike i Scott treballaven per donar suport a altres equips d'atenció al client, però això els obligava a atendre trucades a tota hora. A més, no estaven satisfets amb el programari de seguiment d'errors que estaven utilitzant. Com a solució, van llançar el producte insígnia d'Atlassian Jira, un seguiment de projectes i problemes que encara s'utilitza àmpliament avui dia, i van reorientar les seves operacions a vendre el programari.

## Model de vendes
Atlassian funciona sota el principi que "el programari s'ha de comprar, no vendre". En lloc de dirigir un equip de vendes tradicional, van optar per crear una experiència de compra d'autoservei. Això es va considerar arriscat a principis dels anys 2000, però l'estratègia va funcionar millor del que s'esperava quan es van despertar un matí amb un formulari de comanda d'American Airlines a la màquina de fax. Tot i que la majoria de vendes es fan a través del seu lloc web, Atlassian també executa un programa de socis on els socis de solucions no només proporcionen coneixements sobre els productes Atlassian, sinó que també poden ajudar amb la implementació i configuració del producte en funció de la seva classificació de socis.